# フランシス・エワルド

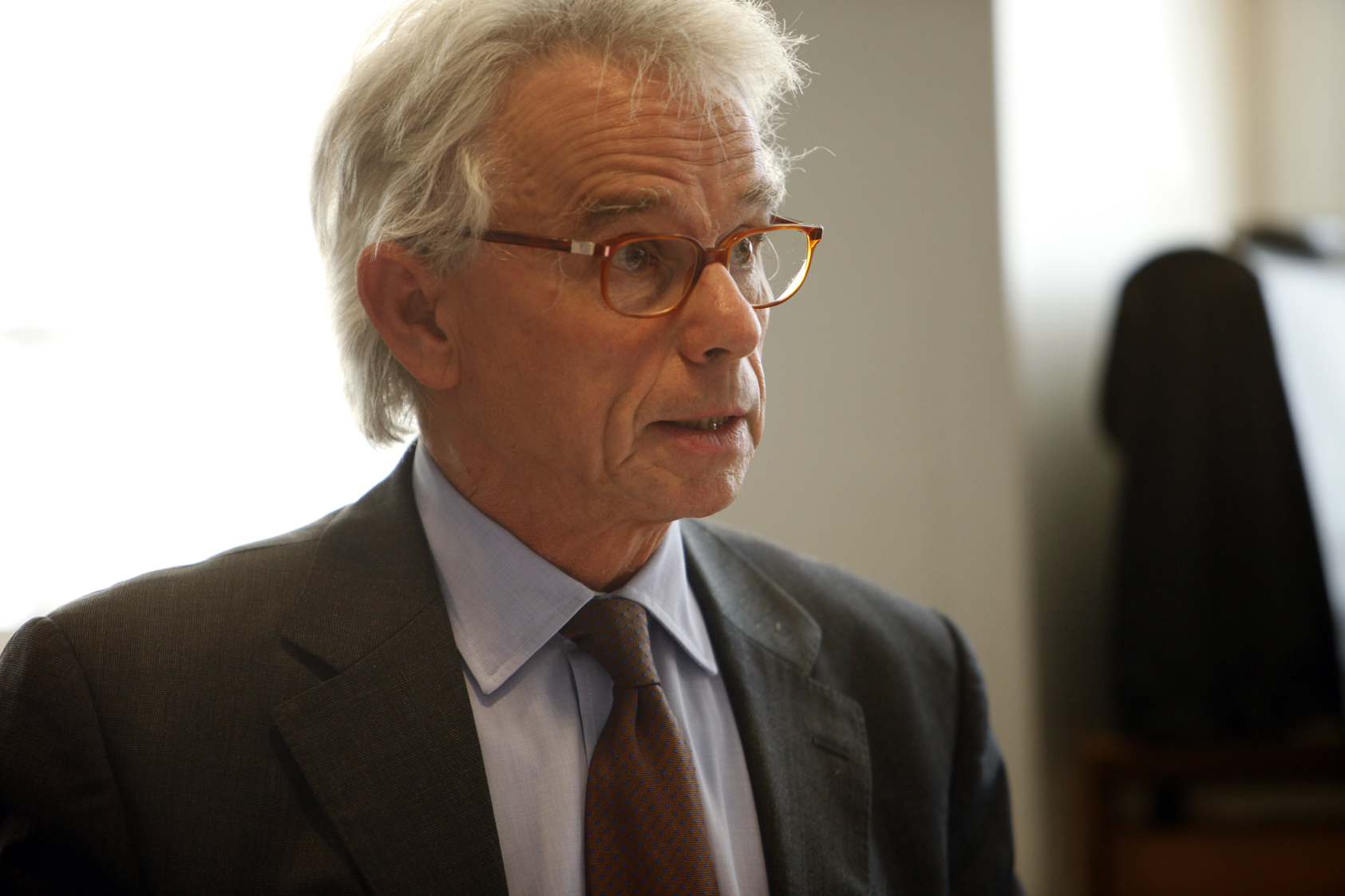
フランシス・エワルド

フランシス・エワルド（François (Robert) Ewald、1946年4月29日 - ）は、フランスの歴史家、哲学者。ブローニュ＝ビヤンクール出身。1970年代にミシェル・フーコーの助手を務め、フーコーの多くの遺稿の出版を監督した。エワルト自身の研究はアントニオ・ネグリから「正しいフーカジアン」と評され、フーコーの福祉国家の歴史に政府概念を適用した。

## 生活
エワルドは1960年代半ばにソルボンヌで哲学を学んだ。五月革命の後、毛沢東思想のプロレタリア左派(Gauche prolétarienne、GP）に参加した。1970年代初頭にブリュエアンアルトアのリセで哲学を教えており、また中産階級の弁護士が地元の鉱夫の娘La Cause du Peupleの殺害の容疑で逮捕された際はその政治的展開の渦中にいた。 GPはこの件について「ブリュエ：そして今彼らは子供を殺しつつある！」と題する論文を発表した。
1972年6月、殺人事件の現場を訪問した際にフーコーと出会い、GPが勃発した後は彼の知的見解をもって自身を再構築するようになった。1976年からフーコーが死亡する1984年まで助手を務め、彼の著書や講演の編集を行っている。
職場の事故に関する政府報告に関与するようダニエル・デファートに依頼され、現代の福祉国家にとって職場での事故に関する法律 - 責任の法的概念を置き換えるリスクの保険数理的概念を重要と考えるようになった。エワルドはフーコーの分析について「革命に言及すること なく」政治闘争の必要性を示唆するものと解釈し、「ニーチェとソルジェニーツィンの見解を関連付ける」という新たな哲学的アプローチを用いた 。 1990年代初頭まで、「仏保険業界の知的財産であり、仏主要雇用者組織であるメドフのイデオロギー的基準を担っていた」とされる。
2004年の環境憲章を準備した「コパン委員会」の一人。2006年にレジオンドヌール勲章を受章。

## 作品
- L'état providence [The Welfare State], Paris: B. Grasset, 1986.
- (ed. with Florence Bellivier et al.) Naissance du Code civil: la raison du législateur [The birth of the Civil Code: the legislator's reason], Paris: Flammarion, 1989.
- 'Norms, Discipline and the Law', Representations 30 (Spring 1990), pp. 138–61
- 'Insurance and Risk', in Graham Burchell, Colin Gordon & Peter Miller, eds., The Foucault Effect, Chicago, 1991
- Histoire de l'Etat providence: Les Origines de la solidarité [History of the welfare state: the origins of solidarity], 1996.
- (ed. with Jean-Hervé Lorenzi) Encyclopédie de l'assurance [Encyclopedia of insurance], Paris: Economica, 1997.
- (ed. with T. McGleenan & Urban Wiesing) Genetics and insurance, Oxford, UK: Bios Scientific Publishers, 1999.
- 'Foucault and the contemporary scene', Philosophy and Social Criticism 25: 3 (1999), pp. 81–91
- Le principe de précaution [The precautionary principle], 2001.